# 존 웹스터

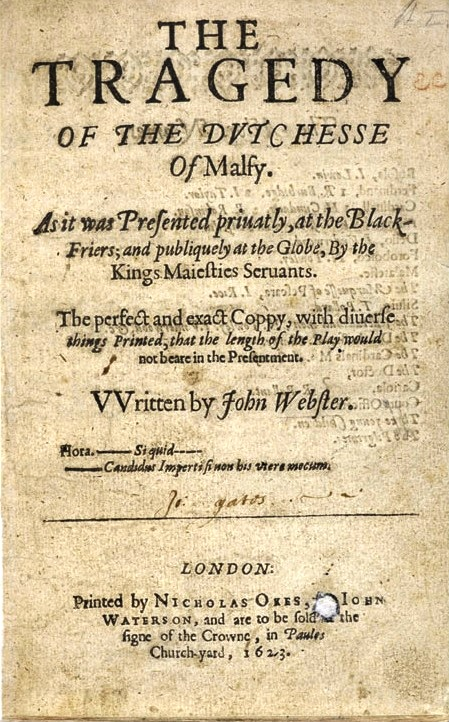

존 웹스터(John Webster, 1580년? - 1634년?)는 영국 엘리자베스 시대의 극작가로 윌리엄 셰익스피어와 동시대에 활약했다.

## 개요
그의 삶에 대해서는 거의 알려져 있지 않다. 다만 그의 부모가 1577년 11월에 결혼한 사실에 근거하여 런던에서 1578년에서 1579년 혹은 늦게는 1580년 사이에 태어난 것으로 추정된다. 작가와 같은 이름의 그의 아버지는 마차와 수레 제조업자였으며 어머니 엘리자베스 코츠(Elizabeth Coates)는 대장장이의 딸이었다. 웹스터의 사적인 삶에 대해서는 알려진 바가 거의 없으며 오로지 그가 남긴 글이나 작품을 통해서 약간의 정보를 얻을 수 있을 뿐이다. 무엇보다도 그의 가족이 살았던 런던의 성묘교구(St. Sepulchre’s parish)에 보관되었을 작가의 호적이 1666년 런던 대화재로 소실되어 그의 출생뿐만 아니라 사망에 대한 기록도 찾을 수가 없다.
1598년 런던의 《법학 연구소》 (the Middle Temple)에 입학한 존 웹스터라는 인물이 기록되어 있으며, 작품에 법률 지식이 등장하는 점을 보아 법률가로 교육 받은 것이라고 생각된다. 극작가로서의 최초의 기록은 극장 경영자 필립 헨슬로우의 장부에 1602년 일지에 연극 시저의 몰락(Caesar's Fall)의 임금을 지불한 것으로 기재되어 있다.
몇개의 극에서 토마스 데커 등과 합작했지만, 그의 가장 유명한 작품인 《하얀 악마》(The White Devil, 1608년경)와 《말피 공작 부인》(The Duchess of Malfi, 1614년경)의 두 개의 비극은 그 한 사람의 손으로 쓰여졌다고 되어 있다.
웹스터의 작품은 셰익스피어와 달리 어둡고 음울하고 잔인한 것이다.

## 같이 보기
- 영국 문학